# Diabulus in Opera
Diabulus in Opera es el quinto álbum en directo y cuarto DVD en vivo de la banda Mägo de Oz, el concierto fue grabado el 6 mayo del año 2017 en la Arena Ciudad de México en colaboración con la Orquesta Sinfónica de México y bajo la dirección del director de orquesta José Luis López Antón.
Este álbum en directo es muy distinto a sus predecesores ya que en directos como Madrid Las Ventas o A Costa da Morte se aprecia un setlist con grandes éxitos de la agrupación española, y Diabulus in Opera cuenta con canciones que van más acorde con un acompañamiento sinfónico.
Este disco contó con la colaboración de tres músicos invitados: Manuel Seoane, guitarrista de Bürdel King (guitarra acústica en Sueños Dormidos y guitarra eléctrica en La Cantata del Diablo), Anono Herrera (baterista en No pares (De oír R´n´R) y cajón de flamenco en Sueños Dormidos), y Leo Jiménez vocalista de Stravaganzza (Voz en La Cantata del Diablo y coros en Fiesta pagana).

## Ventas
Diabulus in Opera conseguiría ser disco de oro con 20.000 copias vendidas, la noticia se dio a conocer el 26 de julio de 2019.

## Antecedentes
En una entrevista hecha para el portal de internet, Mariskal Rock en octubre del 2016, Txus anunció que estaban preparando un concierto junto a la orquesta sinfónica de México el cual se llevaría a cabo el 6 de mayo en la arena Ciudad de México que también será grabado en CD y DVD llamado Diabulus in Opera.

## Lista de canciones
La lista de canciones es la misma en todas las ediciones en las que se lanzó a la venta el concierto.
| CD 1  |                                    |                              |          |  |
| N.º   | Título                             | Disco original               | Duración |  |
| 1.    | «Sinfönía (Intro)»                 |                              | 1:14     |  |
| 2.    | «Dies irae»                        | Gaia III: Atlantia           | 9:26     |  |
| 3.    | «Diábulus in Música»               | Gaia II: La Voz Dormida      | 4:55     |  |
| 4.    | «Alma»                             | Gaia                         | 7:00     |  |
| 5.    | «Sueños Dormidos»                  | Gaia III: Atlantia           | 5:21     |  |
| 6.    | «Siempre»                          | Gaia III: Atlantia           | 4:35     |  |
| 7.    | «Mercedes Benz»                    |                              | 2:27     |  |
| 8.    | «No Pares... (de Oír Rock & Roll)» | Hechizos, pócimas y brujería | 5:44     |  |
| 9.    | «A Costa da Morte»                 | Finisterra                   | 3:41     |  |
| 44:23 |                                    |                              |          |  |

| CD 2    |                                |                              |          |  |
| N.º     | Título                         | Disco original               | Duración |  |
| 1.      | «Gaia»                         | Gaia                         | 12:28    |  |
| 2.      | «Ilussia»                      | Ilussia                      | 8:14     |  |
| 3.      | «La Rosa de los Vientos»       | Gaia                         | 4:22     |  |
| 4.      | «Hechizos, Pócimas y Brujería» | Hechizos, pócimas y brujería | 8:54     |  |
| 5.      | «La Cantata del Diablo»        | Gaia II: La Voz Dormida      | 21:05    |  |
| 6.      | «Revolución»                   | Demos                        | 5:02     |  |
| 7.      | «La Costa del Silencio»        | Gaia                         | 4:31     |  |
| 8.      | «Fiesta Pagana»                | Finisterra                   | 6:17     |  |
| 1:10:53 |                                |                              |          |  |

| DVD     |                                 |          |  |
| N.º     | Título                          | Duración |  |
| 1.      | «Sinfönía (Intro)»              | 1:14     |  |
| 2.      | «Dies Irae»                     | 9:26     |  |
| 3.      | «Diábulus in Música»            | 4:55     |  |
| 4.      | «Alma»                          | 7:00     |  |
| 5.      | «Sueños Dormidos»               | 5:21     |  |
| 6.      | «Siempre»                       | 4:35     |  |
| 7.      | «Mercedes Benz»                 | 2:27     |  |
| 8.      | «No Pares (de Oír Rock & Roll)» | 5:44     |  |
| 9.      | «A Costa da Morte»              | 3:41     |  |
| 10.     | «Gaia»                          | 12:28    |  |
| 11.     | «Ilussia»                       | 8:14     |  |
| 12.     | «La Rosa de los Vientos»        | 4:22     |  |
| 13.     | «Hechizos, Pócimas y Brujería»  | 8:54     |  |
| 14.     | «La Cantata del Diablo»         | 21:05    |  |
| 15.     | «Revolución»                    | 5:02     |  |
| 16.     | «La Costa del Silencio»         | 4:31     |  |
| 17.     | «Fiesta Pagana»                 | 6:17     |  |
| 1:57:54 |                                 |          |  |

El DVD contiene el mismo tracklist, en la versión Deluxe se incluye un segundo DVD que contiene el "Making Oz" y el denominado "Diario de Patricia" que recopila todas las grabaciones en giras realizadas por Patricia Tapia desde 2012 hasta el año 2016.

## Intérpretes
- Zeta: Voz
- Patricia Tapia: Voz y coros
- Txus: Batería
- Carlitos: Guitarra solista
- Frank: Guitarra rítmica
- Fernando Mainer: Bajo
- Mohamed: Violín.
- Josema Pizarro: Flauta travesera
- Javi Diez: Teclados y sintetizador
- José Luis López Antón: director de orquesta

### Colaboraciones
- Leo Jiménez: Voz en La Cantata del Diablo y coros en Fiesta pagana.
- Manuel Seoane: Guitarra rítmica en Sueños Dormidos, La Cantata del Diablo y Fiesta Pagana.
- Anono Herrero: Batería en No pares... (de Oír Rock & Roll) y Caja española en Sueños Dormidos.

## Datos técnicos
- Producido y grabado por Alberto Seara "Flor" en los estudios Cube de Madrid
- Grabado por Victor Valle Blanco en la unidad móvil SBA Radical Sound
- Diseño de luces y técnico de iluminación: Roberto Lumbreras
- Ingeniero de sonido en directo: Luis Miguel García
- Técnico de monitores: Marco Montero
- Road manager: Daniel Camacho
- Stage manager: Mikel Medrano
- Asistente de producción: Abraham Flores
- Backliners: Paco, Tomi y Juanjo
- Diseño y concepto de escenografía: Txus y Mario Ruiz
- Diseños visuales: Krea Film Producciones
- Contenidos visuales: Victoria Francés por cortesía de Editorial Norma
- Arquitecto de escenario: Francisco Ruiz
- Dibujos escenografía: Marcos Rodríguez
- A & R Warner Music Spain: Antonio Redruello